# Jos Koetz
Joseph „Jos” Koetz (ur. 29 maja 1897 w Esch-sur-Alzette, zm. 13 czerwca 1976 tamże) – luksemburski piłkarz, grający na pozycji obrońcy.

## Kariera klubowa
Koetz reprezentował klub Fola Esch.

## Kariera reprezentacyjna
W latach 1920-1928 rozegrał 11 meczów w reprezentacji Luksemburga i strzelił 1 gola. Wraz z kadrą wystąpił na igrzyskach olimpijskich w 1920 i 1924, na których rozegrał po 1 meczu.